# London and Birmingham Railway

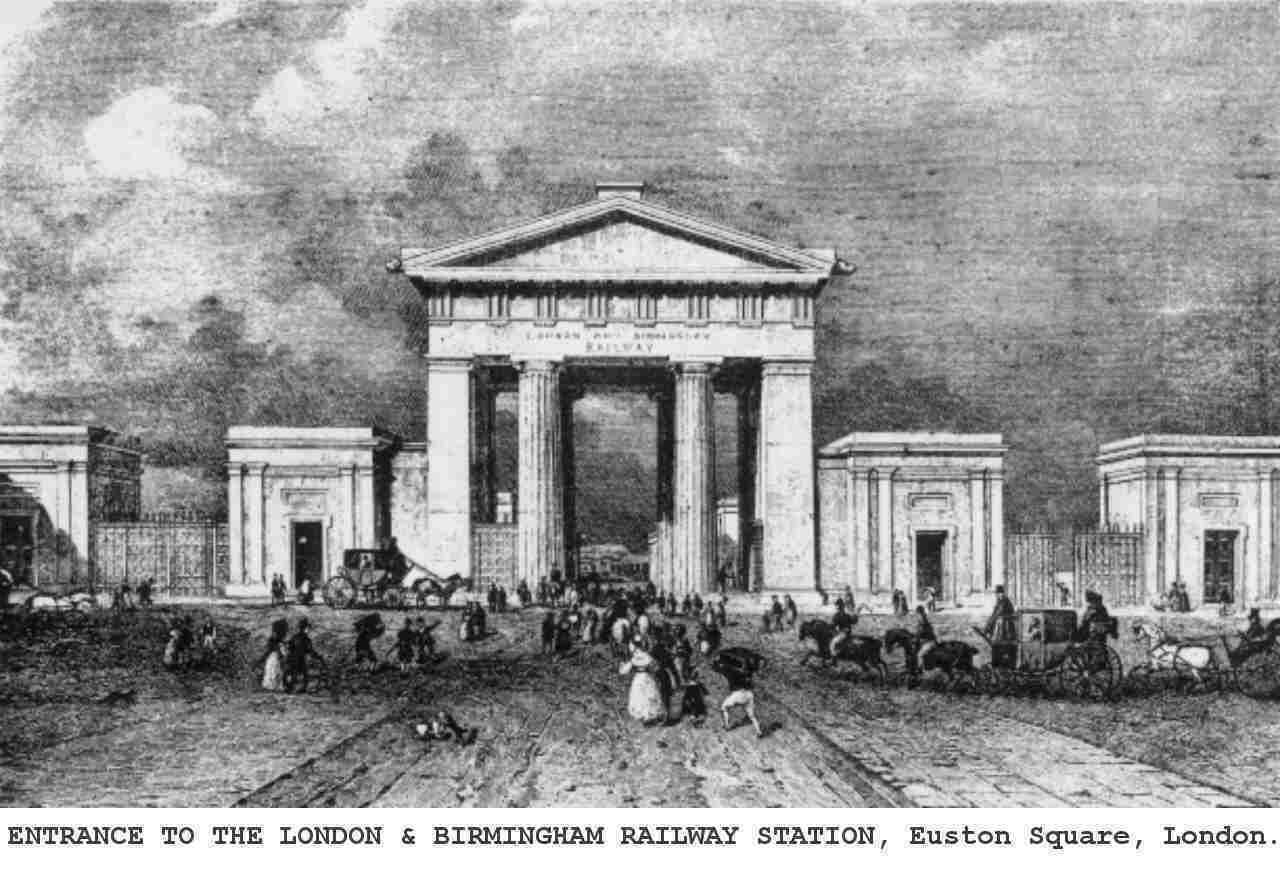
Eingang der Londoner Euston Station der London and Birmingham Railway im 19. Jahrhundert

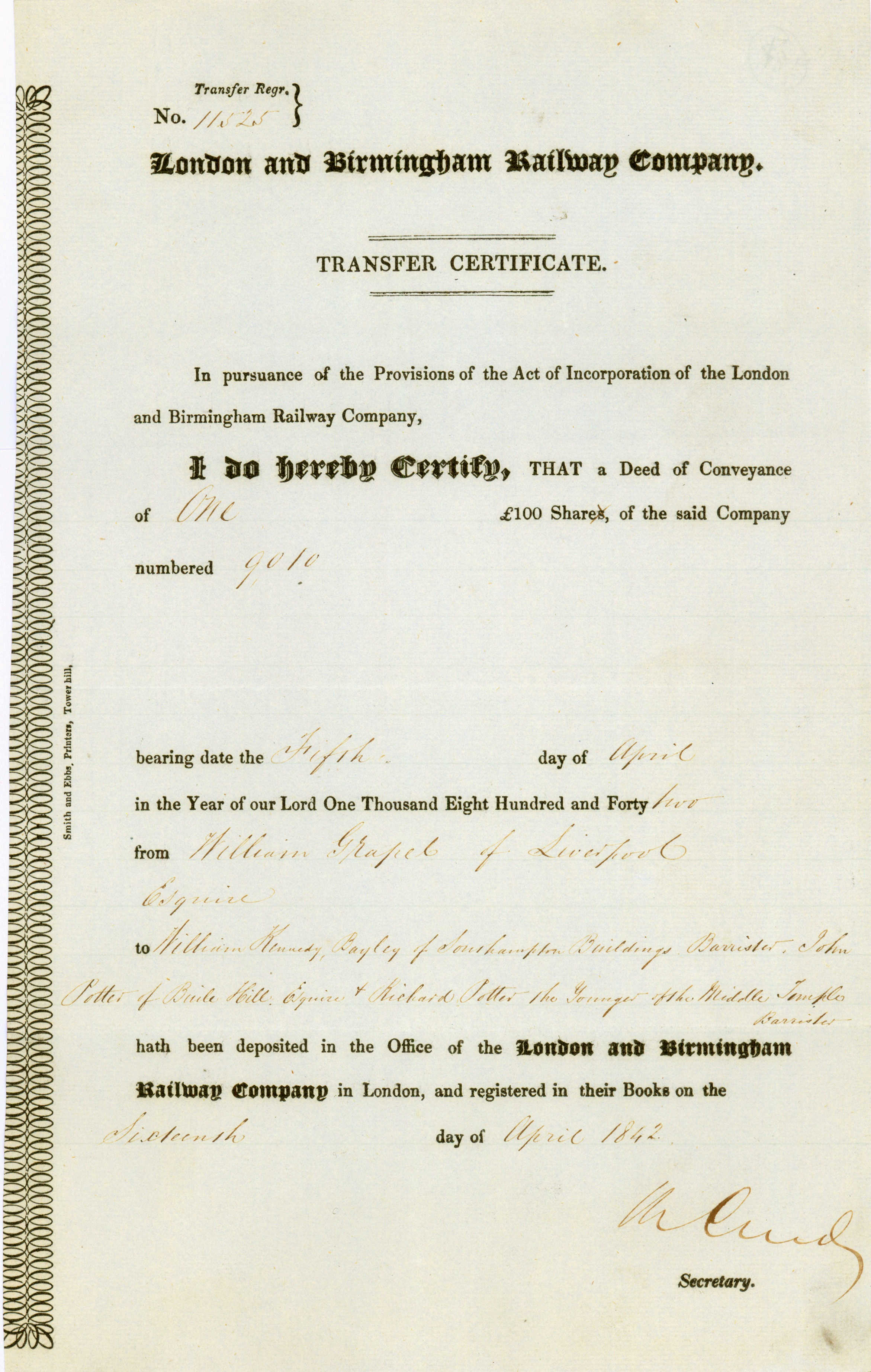
Transfer Certificate der London and Birmingham Railway Company vom 16. April 1842

Die London and Birmingham Railway (L&BR) war eine britische Eisenbahngesellschaft, die von 1833 bis 1846 existierte und danach in der London and North Western Railway aufging. Sie baute die 190 km lange Strecke zwischen London und Birmingham, die im Jahr 1838 vollendet wurde. Die L&BR war eine der weltweit ersten Fernverkehrsstrecken und die erste Eisenbahn, die ins Zentrum der britischen Hauptstadt führte. Heute bildet sie den südlichen Abschnitt der West Coast Main Line.

## Geschichte
Pläne zum Bau einer Eisenbahnstrecke von London nach Birmingham gab es erstmals 1823, als der Ingenieur John Rennie ein Unternehmen gründete, mit dem dieses Vorhaben in die Tat umgesetzt werden sollte. Rennie schlug vor, die Strecke über Oxford und Banbury zu führen. Wenig später gründete Francis Giles ein Konkurrenzunternehmen, das eine Strecke über Coventry plante. In der Folge konnte keines der Unternehmen genügend Geld für den Streckenbau aufbringen, so dass sie 1830 die Fusion beschlossen. Die neu entstandene Gesellschaft ernannte Robert Stephenson zum Chefingenieur. Stephenson entschied sich für die Route über Coventry, hauptsächlich weil er bei Oxford Überschwemmungen durch die Themse befürchtete.
Das Parlament lehnte die erste Gesetzesvorlage zum Bau der Strecke ab, hauptsächlich wegen des Widerstands von Grundbesitzern und Kanalbetreibern. Im Mai 1833 wurde das Gesetz jedoch angenommen und die Bauarbeiten begannen im November des gleichen Jahres. Die Eröffnung hätte ursprünglich gleichzeitig mit der Grand Junction Railway (GJR) erfolgen sollen, die Birmingham von Norden her erreichte. Wegen Problemen beim Bau des Kilsby-Tunnels in Northamptonshire konnte dieser Termin jedoch nicht eingehalten werden.
Am 20. Juli 1837 wurde der erste Abschnitt zwischen dem Londoner Bahnhof Euston und Boxmoor bei Hemel Hampstead eröffnet. Die Inbetriebnahme der restlichen Strecke hätte am 28. Juni 1838 erfolgen sollen, dem Tag der Krönung von Königin Victoria, doch waren die Arbeiten noch nicht abgeschlossen. Die L&BR erkannte jedoch, dass das Verkehrsaufkommen an diesem Tag besonders hoch sein würde. Sie zog deshalb die Eröffnung der Abschnitte Birmingham – Rugby und London – Bletchley vor und richtete auf dem mittleren Teilstück eine Postkutschenverbindung ein. Der durchgehende Betrieb wurde am 17. September 1838 aufgenommen.

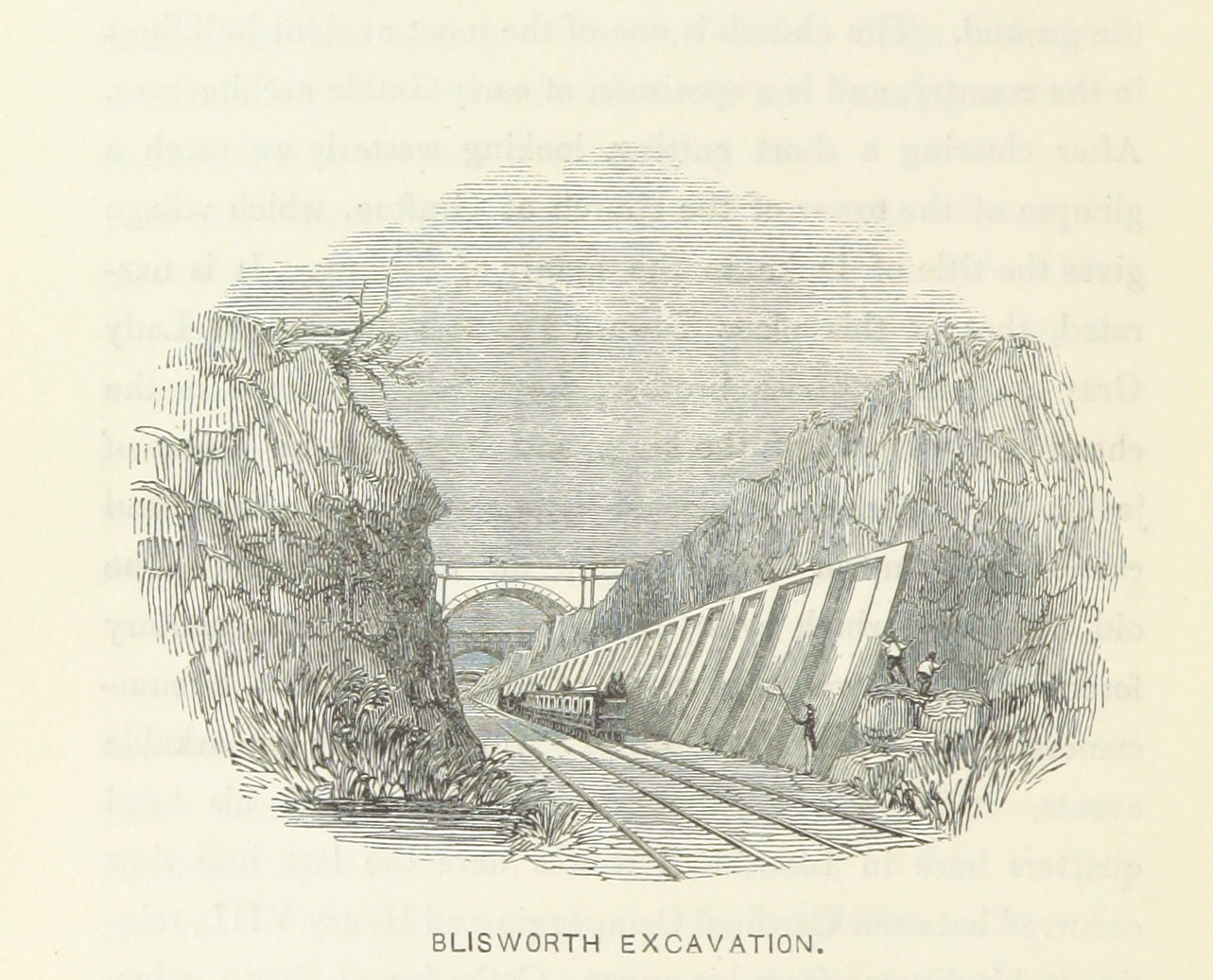
Geländeeinschnitt der London and Birmingham Railway (1838) bei Blisworth, Northamptonshire

Da die Lokomotiven zu Beginn noch nicht leistungsfähig genug waren, wurden die Züge auf dem relativ steilen Abschnitt von London Euston nach Camden mittels einer ortsfesten Dampfmaschine an umlaufenden Kabeln hochgezogen, eine von dem für den Bau dieser Teilstrecke verantwortlichen Charles Fox erfundene Einrichtung. Der ursprüngliche Lokschuppen in Camden steht noch heute und bildet den zentralen Teil des Kulturzentrums The Roundhouse. Die Hauptbetriebswerkstatt befand sich in Wolverton.
1846 fusionierten L&BR, die GJR und Manchester and Birmingham Railway zur London and North Western Railway. Keine der Endstationen der L&BR (beide von Philip Hardwick entworfen) blieb in ihrer ursprünglichen Form erhalten. Der Bahnhof Curzon Street in Birmingham wurde 1854 geschlossen und durch den Bahnhof New Street ersetzt. Der Bahnhof Euston in London wurde 1962 abgerissen und wich 1968 einem Neubau.